# Hystriomyia pallida
Hystriomyia pallida är en tvåvingeart som beskrevs av Chao 1974. Hystriomyia pallida ingår i släktet Hystriomyia och familjen parasitflugor. Inga underarter finns listade i Catalogue of Life.